# Hik (bier)
Hik is een Belgisch bier van hoge gisting. Het bier wordt gebrouwen door Brouwerij Het Alternatief bij Brouwerij Alvinne in Moen of bij Brouwerij De Graal in Brakel.

## Varianten
- Hik blond, goudblond bier met een alcoholpercentage van 6,5%. Dit bier was het eerste bier van “Het Alternatief” in 2005, genaamd naar de bierproeversvereniging te Izegem waarvan Piet Salomez medeoprichter was.
- Hik bruin, bruin bier met een alcoholpercentage van 6,5%.